# Список песен на стихи Ильи Резника
Список песен на стихи Ильи Резника содержит наименования более 300 песен, написанных разными композиторами на его стихи. Наиболее плодотворно поэт-песенник сотрудничал с такими композиторами как Раймонд Паулс, Алла Пугачёва, Максим Дунаевский, Александр Журбин, Гарри Голд, Анатолий Кальварский и другими. Многие песни на стихи Резника неоднократно становились лауреатами песенных конкурсов и фестивалей в исполнении разных вокалистов.

## Список песен
| Название                                           | Композитор                        | Исполнители | Примечание |
| -------------------------------------------------- | --------------------------------- | --- | --- |
| А ты не знал                                       | Венгеров Александр                | Алла Пугачёва (1997) | |
| А ты не знал                                       | Паулс Раймонд                     | Лайма Вайкуле | |
| А я такая пьяная                                   | Кисиль Игорь                      | Жанна Волкова (1995) | |
| Август, сентябрь                                   | Дунаевский Максим                 | Николай Караченцов | |
| Август, сентябрь                                   | Барков Валентин                   | «Синяя птица» | |
| Алфавит                                            | Паулс Раймонд                     | Детский ансамбль «Кукушечка» (1988) | |
| Аннушка                                            | Мажуков Алексей                   | Виктор Кривонос | |
| Ах, если б снова жизнь начать                      | Паулс Раймонд                     | Лайма Вайкуле | |
| Багдадский вор                                     | Бескровный Олег                   | Азиза | |
| Балет                                              | Николаев Игорь                    | Алла Пугачёва (1985); группа «Манго-Манго» (1999); Алёна Свиридова и Николай Цискаридзе (2005); Хор Турецкого (2009); Карина Сербина и Николай Цискаридзе (2010) | |
| Банкет                                             | Голд Гари                         | Любовь Успенская (1993) | |
| Банкирша                                           | Швуим Константин                  | Владислав Медяник | |
| Бегущая по волнам                                  | Казасян Вилли                     | Филипп Киркоров (1991) | |
| Без меня (Остров)                                  | Паулс Раймонд                     | Алла Пугачёва (1984); Айя Кукуле (1985); Светлана Лобода (2008); Илона Багеле (2009); группа «Кватро» (2009); Наталья Могилевская; Ани Лорак (2010); Филипп Киркоров (2010); Марк Тишман (2010); Александр Буйнов и Лайма Вайкуле (2012) | Лауреат XIV Всесоюзного телевизионного фестиваля советской песни «Песня-84» в исполнении Аллы Пугачёвой; Лауреат XXXIV телевизионного фестиваля «Песня-2005» в исполнении Аллы Пугачёвой |
| Берег детства                                      | Портнов Георгий                   | Сергей Захаров (1976); Эдуард Хиль; Бисер Киров | |
| Берег мой                                          | Резник Илья                       | Татьяна Буланова | |
| Была весна                                         | Рубашевский Владимир              | Галина Ненашева (1978) | |
| В городе моём (Когда-нибудь)                       | Пугачёва Алла                     | Жанна Агузарова (1988) | На эту же музыку, но на другие стихи Резника написана песня «Три счастливых дня» |
| В последний раз                                    | Элен Мари                         | Филипп Киркоров | |
| Вдовушка                                           | Эрикона Юрий                      | Илья Резник | |
| Век двадцатый                                      | Паулс Раймонд                     | Алла Пугачёва (1981) | На эти стихи также написал песню Игорь Николаев |
| Вернисаж                                           | Паулс Раймонд                     | Лайма Вайкуле и Валерий Леонтьев (дуэт, 1986) Лайма Вайкуле (1987); Валерий Леонтьев (1987); Хелена Вондрачкова (на чешском языке); Наталья Ветлицкая (2008) Ани Лорак и Илья Резник (2012); группа «Время и Стекло» (2014) | Приз «Золотая лира» на конкурсе песни «Братиславская лира '87» в ЧССР, песня в исполнении Лаймы Вайкуле; Лауреат XVII Всесоюзного телевизионного фестиваля советской песни «Песня-87» в исполнении Лаймы Вайкуле; Лауреат XXVIII телевизионного фестиваля «Песня-99» в исполнении Лаймы Вайкуле и Валерия Леонтьева |
| Вероника                                           | Броневицкий Александр             | Эдита Пьеха; ВИА «Дружба» | |
| Вероока                                            | Паулс Раймонд                     | Валерий Леонтьев | |
| Весна — ровесница любви                            | Дога Евгений                      | Надежда Чепрага | |
| Ветреная женщина                                   | Дунаевский Максим                 | Николай Караченцов | |
| Високосный год                                     | Лиепиньш Зигмар                   | Мирдза Зивере и группа «Опус» | |
| Вначале было лето                                  | Вячеслав Добрынин                 | Стелла Джанни | |
| Возвращение                                        | Паулс Раймонд                     | Алла Пугачёва (1981); Маша Распутина (2010); Мариам Мерабова (2016) | |
| Возвращение                                        | Паулс Раймонд                     | Азиза | |
| Вот моя рука                                       | Зацепин Александр                 | Лариса Кандалова | |
| Время торопится                                    | Кладницкий Владислав              | ВИА «Лира» (1974) | Из телефильма «Наследники» (1974) |
| Всегда с тобой                                     | Фрадкин Марк                      | Иосиф Кобзон | |
| Всё вернётся                                       | Паулс Раймонд                     | Ренат Ибрагимов (1980) | |
| Всё вернётся                                       | Клевицкий Александр               | Анна Резникова | |
| Всё хорошо                                         | Пугачёва Алла                     | Алла Пугачева (1987); Филипп Киркоров | |
| Вытри слёзы                                        | Резник Илья                       | Илья Резник | |
| Гиподинамия                                        | Паулс Раймонд                     | Валерий Леонтьев | |
| Гитара                                             | Горобец Руслан                    | Алла Пугачёва (1986) | |
| Глаза людей                                        | Челобанов Сергей                  | Алла Пугачёва и Сергей Челобанов (1991) | |
| Глядят с экрана снова на меня                      | Оливейра Луис                     | Ваня Стойкович | Из кинофильма «Генералы песчаных карьеров» |
| Годы мои                                           | Пугачёва Алла                     | Алла Пугачёва (1985) | |
| Годы странствий                                    | Паулс Раймонд                     | Валерий Леонтьев | |
| Голос Родины                                       | Банщиков Геннадий                 | Людмила Сенчина | |
| Город песен                                        | Паулс Раймонд                     | Валерий Леонтьев | |
| Город радости                                      | Журбин Александр                  | Ирина Понаровская (1977); Таисия Калинченко; ВИА «Калинка» | |
| Горько                                             | Ровный Вячеслав                   | Лев Лещенко | Лауреат XVIII Всесоюзного телевизионного фестиваля советской песни «Песня-88» в исполнении Льва Лещенко |
| Горы справа, горы слева                            | Бюль-Бюль Оглы Полад              | Полад Бюль-Бюль Оглы и Ольга Рождественская | |
| Господи, пошли мне милого                          | Гуткин Леонид                     | Жанна Волкова (1995) | |
| Гранитный город                                    | Паулс Раймонд                     | ВИА «Весёлые ребята» | |
| Грустный слон                                      | Кирсавин И.                       | Олег Попов | Из телефильма «Солнце в авоське» (1980) |
| Где ты, любовь?                                    | Паулс Раймонд                     | София Ротару (1979); Слава (2017) | Из кинофильма «Где ты, любовь?» (1980) |
| Где ты теперь?                                     | Мочман Юрий                       | Катя Лель | |
| Гулливер                                           | Окороков Виталий                  | Екатерина Семёнова | |
| Гуси-лебеди                                        | Голд Гари                         | Жанна Волкова (1995) | |
| Давай поговорим                                    | Ханок Эдуард                      | Михаил Боярский (1972); Эдуард Хиль (1973); Музыкальная программа "Ты, Я и Песня». Совместные выступления: Алла Пугачёва и Юлий Слободкин (1973); Юрий Богатиков (1974); Сюзанна Берлин и Юрий Богатиков (1975); ВИА «Нерия», солист Стасис Повилайтис (1975); Андрей Миронов (1978); Таисия Повалий и Борис Моисеев (2008); Нонна Гришаева | Лауреат IV Всесоюзного телевизионного фестиваля советской песни «Песня-74» в исполнении Юрия Богатикова |
| Дай мне удачу                                      | Паулс Раймонд                     | Мила Романиди | |
| Двенадцать месяцев надежды                         | Алиева Севиль                     | Муслим Магомаев | |
| Двое (Старый друг)                                 | Паулс Раймонд                     | Валентина Легкоступова (1986); Алла Пугачёва (1988); Мария Кодряну Эвелина (2010) | |
| Двое над городом                                   | Укупник Аркадий                   | Феликс Царикати (1994) | |
| Девочка                                            | Пресняков Владимир мл.            | Владимир Пресняков мл. | |
| Дежурный ангел                                     | Пугачёва Алла                     | Алла Пугачёва (1980); Александр Иванов (1997) | |
| Деловая женщина                                    | Паулс Раймонд                     | Лайма Вайкуле | |
| Делу время                                         | Паулс Раймонд                     | Алла Пугачёва (1984); Аркадий Укупник (1997); группа «Стенокардия» (2005); Верка Сердючка (2006); Юрий Гальцев (2010); Алексей Кортнев и группа «Несчастный случай» (2010); Нонна Гришаева (2012) | Лауреат XV Всесоюзного телевизионного фестиваля советской песни «Песня-85» в исполнении Аллы Пугачёвой |
| День за днём                                       | Паради Сергей                     | Жанна Агузарова (1989) | |
| День и ночь                                        | Тевдорадзе Отар                   | ВИА «Орэра»; Сергей Захаров | |
| Дети Адама и Евы                                   | Заберски Ангел                    | Филипп Киркоров (1988) | |
| Джеймс Бонд                                        | Серов Александр                   | Александр Серов | |
| Джигярь                                            | Голд Гари                         | Любовь Успенская (1993) | |
| Дилижанс                                           | Бакарак Берт                      | ВИА «Акварели» (1979) | |
| Дин-дон                                            | Пугачёва Алла                     | Алла Пугачёва | Соавтор текста — Ян Гельман Лауреат XXXVI телевизионного фестиваля «Песня-2007» в исполнении Аллы Пугачёвой |
| До новых встреч                                    | Броневицкий Александр             | Эдита Пьеха | |
| Дождёмся завтрашнего дня                           | Зацепин Александр                 | Владимир Пресняков | |
| Дом родной                                         | Кладницкий Владислав              | ВИА «Лира» (1974) | Из телефильма «Наследники» (1974) |
| Домой                                              | Кладницкий Владислав              | Лидия Кондратьева | |
| Дон Кихот                                          | Паулс Раймонд                     | Ободзинский Валерий | |
| Если б небо было зеркалом                          | Мигуля Владимир                   | группа «Земляне», ВИА «Самоцветы» | |
| Если бы ты знал                                    | Морриконе Эннио                   | Азиза | |
| Если город танцует                                 | Журбин Александр                  | Виктор Кривонос (1980) | Лауреат VIII Всесоюзного телевизионного фестиваля советской песни «Песня-78» в исполнении Виктора Кривоноса |
| Ещё не вечер                                       | Паулс Раймонд                     | Лайма Вайкуле (1986); Лайма Вайкуле и Акапелла Экспресс (2016) | Лауреат XXVIII телевизионного фестиваля «Песня-99» в исполнении Лаймы Вайкуле |
| Жди и помни меня                                   | Пугачёва Алла                     | Алла Пугачёва (1981) | |
| Женихи                                             | Экимян Алексей                    | Татьяна Кочергина (1980) | |
| За грехи твои (Верь, любимый мой)                  | Федоренко Владимир                | Азиза | Лауреат XXIV телевизионного фестиваля «Песня-95» в исполнении Азизы |
| За печкой поёт сверчок (Колыбельная)               | Паулс Раймонд                     | Валентина Талызина; Большой детский хор Всесоюзного радио и Центрального телевидения | Из телефильма «Долгая дорога в дюнах» |
| За порогом счастье (Там за порогом где-то счастье) | Паулс Раймонд                     | Лайма Вайкуле; Мила Романиди | |
| Забудь обратную дорогу                             | Гаргов Асен                       | Лили Иванова (1980) | |
| Забытое танго (Ах, если б я смогла вернуться)      | Дюмон Шарль                       | Рано Шарипова (1988) | |
| Забытый вальс                                      | Филиппов Евгений                  | Эдуард Хиль (1974) | |
| Забытый сад                                        | Голд Гари                         | Любовь Успенская (1993) | |
| Загадки                                            | Бюль-Бюль Оглы Полад              | Ольга Рождественская (1979) | Из телефильма «Я придумываю песню» (1979) |
| Занавес                                            | Крутой Игорь                      | Ирина Аллегрова | |
| Зачем                                              | Фельцман Оскар                    | Алла Пугачёва (1976) ВИА «Поющие сердца», солист Игорь Иванов (1978) | Лауреат XXXVI телевизионного фестиваля «Песня-2007» в исполнении Аллы Пугачёвой |
| Звёздное лето (Звёздная песня лета)                | Пугачёва Алла                     | Алла Пугачёва (1978); Татьяна Овсиенко (1997); группа «Малыш и девочки» (2005); Юлия Чичерина (2010); Тина Кароль (2010); Альбина Джанабаева (2017) | Из кинофильма «Звёздное лето» (1979); Лауреат IX Всесоюзного телевизионного фестиваля советской песни «Песня-79» в исполнении Аллы Пугачёвой |
| Здравствуй                                         | Николаев Игорь                    | Игорь Николаев | Лауреат XXXII телевизионного фестиваля «Песня-2003» в исполнении Игоря Николаева |
| Земля моей любви                                   | Плешак Виктор                     | ВИА «Голос юности» | |
| Земляничная поляна                                 | Мигуля Владимир                   | Владимир Мигуля и рок-группа «Земляне»; ВИА «Наво» | |
| Золотая свадьба                                    | Паулс Раймонд                     | Детский ансамбль «Кукушечка» (1986); группа «Непоседы» и Бурановские бабушки (2012) | Лауреат XVI Всесоюзного телевизионного фестиваля советской песни «Песня-86» в исполнении ансамбля «Кукушечка» |
| Золушка                                            | Цветков Игорь                     | Людмила Сенчина (1971); Таисия Калинченко (1973); Мина Вагнер (1977); Антонина Дмитрухина; Елена Дриацкая (1984); Мария Воронова (2012) | Первая песня на стихи Резника, принёсшая ему известность и определившая его дальнейшую судьбу. Лауреат III Всесоюзного телевизионного фестиваля советской песни «Песня-73» в исполнении Таисии Калинченко |
| И в этом вся моя вина                              | Пугачёва Алла                     | Радмила Караклаич (1983); Алла Пугачёва (1984); Филипп Киркоров | |
| И всё-таки я женщина!                              | Кисиль Игорь                      | Жанна Волкова (1995) | |
| И снова солнцу удивлюсь                            | Бюль-Бюль Оглы Полад              | Роксана Бабаян (1978); Алибек Днишев | Лауреат VII Всесоюзного телевизионного фестиваля советской песни «Песня-77» в исполнении Роксаны Бабаян |
| Иван Иванович                                      | Пугачёва Алла                     | Алла Пугачёва (1984) | Из кинофильма «Пришла и говорю» (1985) |
| Испорченный телефон                                | Лиепиньш Зигмар                   | Мирдза Зивере и группа «Опус» | |
| История любви                                      | Паулс Раймонд                     | Группа «Республика» | |
| Кабриолет                                          | Голд Гари                         | Любовь Успенская (1992); Маша Распутина (2008) | Лауреат XXIV телевизионного фестиваля «Песня-95» в исполнении Любови Успенской |
| Как живёшь, Василиса Прекрасная                    | ?                                 | Галина Базаркина (1988) | |
| Как тебя мне разлюбить                             | Добрынин Вячеслав                 | ВИА «Красные маки» (1980) | |
| Как тревожен этот путь (Тревожный путь)            | Пугачёва Алла                     | Алла Пугачёва (1980); Павел Щербинин; Карелл Готт (на чешском языке); Ольга Кормухина (2012) Григорий Лепс и Эмин Агаларов (2017) | |
| Канатоходка                                        | Пугачёва Алла                     | Алла Пугачёва (1982) | Из кинофильма «Пришла и говорю» (1985) |
| Капитанская дочка                                  | Укупник Аркадий                   | Аркадий Укупник (1993) | |
| Карлссон (Толстый Карлссон)                        | Кристи Джефф                      | ВИА «Поющие гитары» (1971); группа «Дубы-колдуны» (1993) | Изначально песня «Yellow River» на английском языке, автор слов — Джефф Кристи |
| Кашалотик                                          | Паулс Раймонд                     | Детский ансамбль «Кукушечка» | |
| Кем ты стал                                        | Дунаевский Максим                 | Татьяна Буланова | |
| Кижинга                                            | Цырен Шойжонимаев и Алагуй Егоров | Ринчин Дашицыренов | стихи написаны в 1971 году, но премьера песни состоялась в 2018 году |
| Когда бы не было тебя                              | Филиппов Евгений                  | Сергей Захаров (1975) | |
| Когда зажигаются звёзды                            | Кладницкий Владислав              | | |
| Когда мы вместе                                    | Метов Кай                         | Маша Распутина | |
| Когда я уйду                                       | Пугачёва Алла                     | Алла Пугачёва (1979) | Из кинофильма «Пришла и говорю» (1985) |
| Колдовское колесо                                  | Дунаевский Максим                 | Николай Караченцов | |
| Колыбельная сыну                                   | Клевицкий Александр               | Анна Резникова | |
| Королевна                                          | Дунаевский Максим                 | Татьяна Буланова | |
| Королевский Брадобрей                              | Журбин Александр                  | Олег Попов (1980) | Из телефильма «Солнце в авоське» (1980) |
| Коррида                                            | Дунаевский Максим                 | Николай Караченцов | |
| Кот на крыше                                       | Серкебаев Байгали                 | Группа «А’Студио» | Лауреат XXVII телевизионного фестиваля «Песня-98» в исполнении группы «А’Студио» |
| Край берёзовый                                     | Броневицкий Александр             | Эдита Пьеха (1973); Иван Суржиков (1976); Николай Копылов | |
| Крёстный отец                                      | Логозинский Владимир              | Михаил Гулько | |
| Кривые зеркала                                     | Голд Гари                         | Любовь Успенская (1993) | |
| Криминальное танго                                 | Дунаевский Максим                 | Николай Караченцов | |
| Куда все уходят?                                   | Пугачёва Алла                     | Алла Пугачёва (1984) | |
| Лесное озеро                                       | Кальварский Анатолий              | Алла Кожевникова (1978) | |
| Лестница                                           | Пугачёва Алла                     | Алла Пугачёва (1980) группа «JukeBox» (2010) | |
| Летние каникулы                                    | Слободкин Павел                   | ВИА «Весёлые ребята» (1977) | |
| Лето кастаньет                                     | Николаев Игорь                    | Наташа Королёва (1997) | Лауреат XXVI телевизионного фестиваля «Песня-97» в исполнении Наташи Королёвой |
| Лжетоварищи                                        | Челобанов Сергей                  | Сергей Челобанов (1993) | |
| Лжетоварищи мои                                    | Дунаевский Максим                 | Николай Караченцов | |
| Лодочка                                            | Гвердцители Тамара                | Тамара Гвердцители | |
| Люби изо всех сил                                  | Кукульский Ярослав                | Геннадий Бойка (1976) | |
| Любимый мой                                        | Швуим Константин                  | Анна Резникова | |
| Любовь должна быть доброю                          | Резник Илья                       | Илья Резник | |
| Люди, люди                                         | Пугачёва Алла                     | Алла Пугачёва (1980); Борис Моисеев (1997) | Соавтор текста — Алла Пугачёва |
| Люди, улыбнитесь миру                              | Винтон Бобби                      | Эдита Пьеха (1983) | |
| Май                                                | Корнилов Игорь                    | Кристина Орбакайте (1999) | Соавтор текста — Алла Пугачёва; Лауреат XXIX телевизионного фестиваля «Песня-2000» в исполнении Кристины Орбакайте |
| Маленькая страна                                   | Николаев Игорь                    | Наташа Королёва (1995); Глюкоза (2011); Вадим и Глеб Самойловы (2004) | Лауреат XXV телевизионного фестиваля «Песня-96» в исполнении Наташи Королёвой |
| Маленький знак                                     | Веклер З.                         | Сергей Захаров (1975) | |
| Мальчик Пинг-понг                                  | Вильданов Наджиб                  | Группа «А’Студио» (1991) | |
| Мамбо                                              | Паулс Раймонд                     | Лайма Вайкуле Светлана Вежновец (2010) | |
| Марина                                             | Морозов Александр                 | Михаил Шуфутинский (1997) | |
| Марьина роща                                       | Мартынов Евгений                  | Евгений Мартынов | |
| Маэстро                                            | Паулс Раймонд                     | Алла Пугачёва (1980); Гарик Мартиросян и Гарик Харламов (2008); Наталья Могилевская (2008); Юлия Началова и группа «Непоседы» (2008); Анастасия Кочеткова, Ирина Дубцова, Полина Гагарина, Тимати (2009); Тина Кароль (2009); группа «Kvatro» (2009); Тамара Гвердцители (2012)                                                             | Лауреат XI Всесоюзного телевизионного фестиваля советской песни «Песня-81» в исполнении Аллы Пугачёвой |
| Маэстро Феллини                                    | Голд Гари                         | Любовь Успенская (1993) | |
| Мелодия летнего сада (Танго летнего сада)          | Паулс Раймонд                     | Лайма Вайкуле | |
| Меня принёс аист                                   | Бюль-Бюль Оглы Полад              | Ольга Рождественская (1979) | Из телефильма «Я придумываю песню» (1979) |
| Мгновение прекрасно                                | Паулс Раймонд                     | Ольга Пирагс | |
| Милый, прощай                                      | Паулс Раймонд                     | Лайма Вайкуле | |
| Мир на двоих                                       | Мажуков Алексей                   | Николай Рублёв (1980) | |
| Мне мама тихо говорила                             | Даларас Йоргос, Хитман Узи        | Филипп Киркоров (1995) | Изначально песня «Ola kala, ola orea» на греческом языке, автор слов — Даларас Йоргос, позже была переработана Узи Хитманом в песню «Toda» на иврите, автор слов — Узи Хитман |
| Мне судьба такая выпала                            | Пугачёва Алла                     | Алла Пугачёва (1984) | Из кинофильма «Пришла и говорю» (1985) |
| Мой новогодний человек                             | Ширяев Евгений                    | Михаил Боярский | Из телефильма «Новогодние мужчины» (2004) |
| Мой путь                                           | Франсуа Клод                      | Иосиф Кобзон | |
| Молитва                                            | Дунаевский Максим                 | Николай Караченцов | |
| Мольба                                             | Журбин Александр                  | Ирина Понаровская (1976); Сергей Захаров (1976); Виктор Кривонос (1978); Ханс-Юрген Байер (1978); Борис Клетинич; | С этой песней Ирина Понаровская удостоена Гран-при международного песенного конкурса «Сопот '76» |
| Монте-Карло                                        | Голд Гари                         | Любовь Успенская (1993) | |
| Море любви                                         | Паулс Раймонд                     | ВИА «Самоцветы» | |
| Московский романс                                  | Квинт Лора                        | Алла Пугачёва (1980) | |
| Мост любви                                         | Дунаевский Максим                 | Татьяна Буланова | |
| Моя любовь                                         | Журбин Александр                  | Владимир Кунченко (1979); Роксана Бабаян; Евгений Головин | |
| Моя маленькая леди                                 | Дунаевский Максим                 | Николай Караченцов | |
| Музыка                                             | Азарашвили Важа                   | Тамара Гвердцители (1988) | |
| Музыкальные пародии                                | —                                 | Виктор Чистяков | Соавторы текста пародий — Юрий Энтин, Станислав Ландграф |
| Мужчина из моих забытых лет                        | Чайка Виктор                      | Азиза | |
| Мы не звёзды, не герои                             | Ширяев Евгений                    | Михаил Боярский | Из телефильма «Новогодние мужчины» (2004) |
| Навсегда                                           | Майоров Роман                     | Евгений Головин | |
| Наречённый мой                                     | Паулс Раймонд                     | Азиза | |
| Наследникам                                        | Кладницкий Владислав              | Станислав Борисов (1981) | |
| Начало мая                                         | Паулс Раймонд                     | София Ротару (1979) | Из кинофильма «Где ты, любовь?» (1980) |
| Не возвращайся                                     | Семёнов Владимир                  | ВИА «От сердца к сердцу» (1980) | |
| Не гони коня буланого                              | Зацепин Александр                 | Тамара Гвердцители | |
| Не забывай меня                                    | Закиров Фарук                     | Кумуш Раззакова и ВИА «Садо» (1986) | |
| Не забыть, не простить                             | Владимирцов Александр             | Мария Пахоменко | |
| Не звони в колокола                                | Окороков Виталий                  | Ярослав Евдокимов | |
| Не может быть                                      | Рота Нино                         | Сергей Захаров (1975) | |
| Не ревнуй                                          | Фельцман Оскар                    | София Ротару (1977) | |
| На синем небе облака                               | Крылатов Евгений                  | Лещенко Лев | |
| Не судьба                                          | Дубравин Яков                     | Эльвира Трафова (1975) | |
| Не судьба                                          | Ефремов Владислав                 | Галина Ненашева | |
| Нет, ты не тот, кто нужен мне                      | Орбелян Константин                | Гаянэ Оганесян | |
| Нида                                               | Николаев Игорь                    | Алла Пугачёва (1980) | |
| Ничего хорошего                                    | Дунаевский Максим                 | Татьяна Буланова | |
| Новогодний аттракцион                              | Паулс Раймонд                     | Алла Пугачёва (1983) | |
| Ночное кафе                                        | Паулс Раймонд                     | Стелла Джанни | |
| Ночной костёр                                      | Паулс Раймонд                     | Лайма Вайкуле (1986) | Лауреат XXXI телевизионного фестиваля «Песня-2002» в исполнении Лаймы Вайкуле |
| О женщины                                          | Морозов Александр                 | Михаил Шуфутинский (1997) | |
| О Москве                                           | Паради Сергей                     | Раиса Саед-Шах | |
| Обратный билет                                     | Дунаевский Максим                 | Татьяна Буланова | |
| Одна любовь                                        | Иванова Лили                      | Лили Иванова (1980) | |
| Однажды                                            | Мажуков Алексей                   | Ирина Понаровская (1979); Ирина Понаровская и Евгений Чернышёв (1979) | |
| Окраина                                            | Пугачёва Алла                     | Алла Пугачёва (1983); Мария Лях (2005) | Из кинофильма «Пришла и говорю» (1985) |
| Отчего мне снятся свадьбы                          | Сапожников С., Филиппов Евгений   | Лидия Кондратьева | |
| Париж                                              | Голд Гари                         | Любовь Успенская (1993) | |
| Первый шаг                                         | Пугачёва Алла                     | Алла Пугачёва (1981) | |
| Песня о Риге                                       | Паулс Раймонд                     | Валерий Ободзинский | |
| Песня о Севастополе                                | Крылатов Евгений                  | Юрий Богатиков | |
| Песня о Ташкенте                                   | Мигуля Владимир                   | ВИА «Наво» | |
| Поднимись над суетой (Взлети над суетой; Просто)   | Пугачёва Алла                     | Алла Пугачёва (1978); группа «ТОКИО» (2010); Эрика (2012) | Из кинофильма «Пена» (1979) |
| Подруги                                            | Кальварский Анатолий              | Иосиф Кобзон; Анна Широченко | |
| Поезда                                             | Дунаевский Максим                 | Николай Караченцов | |
| Поздно                                             | Пугачёва Алла                     | Алла Пугачёва и Валерий Леонтьев (1982); Алла Пугачёва (2018); Филипп Киркоров (1997) | |
| Позови меня в ночи                                 | Матецкий Владимир                 | Владислав Сташевский | Лауреат XXV телевизионного фестиваля «Песня-96» в исполнении Владислава Сташевского |
| Пой, земля                                         | Кальварский Анатолий              | Александр Троицкий (1978) | |
| Пока не поздно                                     | Филиппов Евгений                  | Эдуард Хиль (1974); Лев Лещенко | |
| Полнолуние                                         | Пугачёва Алла                     | Алла Пугачёва (1989) | |
| Помни меня                                         | Закиров Фарух                     | ВИА «Ялла»; Наргиз Закирова (2001) | |
| Посидим, поокаем                                   | Шепета (Муромцев) Александр       | Алла Пугачёва (1973); Зоя Виноградова и Виталий Копылов (1974); Алёна Апина (1997); Жасмин и Юрий Гальцев (2008); Таисия Повалий (2008) | Алла Пугачёва за исполнение песни удостоена третьей премии на V Всесоюзном конкурсе артистов эстрады в ноябре 1974 года |
| После праздника                                    | Паулс Раймонд                     | Валерий Леонтьев; Витольд Петровский (2016) | |
| Последний поезд                                    | Окороков Виталий                  | Ярослав Евдокимов | |
| Последний эшелон                                   | Эрикона Юрий                      | Иосиф Кобзон | Лауреат XXVII телевизионного фестиваля «Песня-98» в исполнении Иосифа Кобзона |
| Посмотрим на себя со стороны                       | Кисиль Игорь                      | Жанна Волкова (1995) | |
| Почему мы встретились так поздно                   | Портнов Георгий                   | Эдита Пьеха | |
| Поющий мим                                         | Паулс Раймонд                     | Валерий Леонтьев | |
| Прабабушка                                         | Голд Гари                         | Любовь Успенская (1993) | |
| Придёт любовь                                      | Портнов Георгий                   | Сергей Захаров (1976); Эдуард Хиль | |
| Признание                                          | Резников Виктор                   | Алла Пугачёва (1980) | Изначально песня была написана на стихи Виктора Резникова, для репертуара Пугачёвой Илья Резник сочинил другой текст |
| Прикосновение                                      | Крылатов Евгений                  | Сергей Захаров | |
| Пропади ты пропадом                                | Голд Гари                         | Любовь Успенская (1993) | |
| Провинция                                          | Словесник Илья                    | Илья Словесник (1987) | |
| Прощай, любовь (Сентиментальный романс)            | Кажлаев Мурад                     | Леонид Серебренников (1979); Лариса Долина | Из телефильма «Чудак» (1979) |
| Прощай, прощай                                     | Паулс Раймонд                     | Лайма Вайкуле | Лауреат XXII телевизионного фестиваля «Песня-93» в исполнении Лаймы Вайкуле |
| Птица Феникс                                       | Паулс Раймонд                     | Татьяна Буланова | |
| Пугало                                             | Паулс Раймонд                     | Лайма Вайкуле | |
| Путь к свету                                       | Паулс Раймонд                     | Родриго Фоминс (1987); Георгий Юфа (2016) | Лауреат XVI Всесоюзного телевизионного фестиваля советской песни «Песня-86» в исполнении Родриго Фоминса |
| Путь к тебе                                        | Кальварский Анатолий              | Сергей Захаров (1975) | |
| Пчёлы                                              | Кладницкий Владислав              | ВИА «Лира» (1974) | Из телефильма «Наследники» (1974) |
| Пьеро                                              | Цветков Игорь                     | Сергей Захаров Ренат Ибрагимов (1984) | |
| Ради женщин                                        | Журбин Александр                  | Николай Караченцов | |
| Радость моя                                        | Квинт Лора                        | Людмила Сенчина (1984); Галина Ястреба (1990) | |
| Радуйся                                            | Паулс Раймонд                     | Алла Пугачёва (1981); Екатерина Суржикова (1985) | |
| Распутница                                         | Кисиль Игорь                      | Жанна Волкова (1995) | |
| Римские каникулы                                   | Паулс Раймонд                     | Лайма Вайкуле и Борис Моисеев | |
| Родник                                             | Нетребчук Игорь                   | Эдита Пьеха | |
| Родня (Моя родня)                                  | Паулс Раймонд                     | ВИА «Весёлые ребята», солист Александр Буйнов | Лауреат XVIII Всесоюзного телевизионного фестиваля советской песни «Песня-88» в исполнении ВИА «Весёлые ребята» |
| Рождество                                          | Буйнов Александр                  | Алла Пугачёва, Руслан Горобец, Александр Барыкин, Александр Буйнов и другие (1989) | |
| Ромео и Джульетта                                  | Аксёнов Борис                     | Михаил Боярский | Из телефильма «А я иду» (1979) |
| Россия                                             | Голд Гари                         | Алла Пугачёва (1993); Любовь Успенская (1993) | Лауреат XXII телевизионного фестиваля «Песня-93» в исполнении Аллы Пугачёвой |
| Русская песня                                      | Филиппов Евгений                  | Виктор Кривонос | |
| Рыжий клоун                                        | Мигуля Владимир                   | Мария Кодряну | Соавтор текста — Юрий Гарин |
| Самый медленный поезд                              | Паулс Раймонд                     | Лайма Вайкуле | |
| Санкт-Петербург                                    | Паулс Раймонд                     | Азиза | |
| Сарафанная молва                                   | Филиппов Евгений                  | ВИА «Лада» (1974) | |
| Свадебное путешествие на воздушном шаре            | Бакарак Берт                      | Сергей Захаров (1975) | |
| Сестрички                                          | Голд Гари                         | Жанна Волкова (1995) | |
| Синбад-мореход                                     | Русев Тончо                       | Филипп Киркоров (1988) | |
| Синее море (Не кончается синее море)               | Паулс Раймонд                     | Татьяна Буланова (1992) | |
| Синее небо                                         | Молчанов Владимир                 | Алла Пугачёва (2007) | |
| Скрипач на крыше                                   | Паулс Раймонд                     | Лайма Вайкуле; Светлана Лобода (2016) | |
| Скупимся на любовь                                 | Пугачёва Алла                     | Алла Пугачёва (1983) | |
| Служить России                                     | Ханок Эдуард                      | Академический ансамбль песни | |
| Снег в пустыне                                     | Серкебаев Байгали                 | Группа «А’Студио» | |
| Совсем другой (Чёрная роза)                        | Паулс Раймонд                     | Лайма Вайкуле | |
| Солнечные часы                                     | Мигуля Владимир                   | Яак Йоала; Владимир Мигуля; Евгений Разин; Анна Резникова | Лауреат VIII Всесоюзного телевизионного фестиваля советской песни «Песня-78» в исполнении Яка Йоалы |
| Соловьиная роща                                    | Броневицкий Александр             | ВИА «Дружба» | |
| Спаси и помилуй                                    | Дунаевский Максим                 | Татьяна Буланова | |
| Спасибо вам, враги                                 | Паулс Раймонд                     | Мила Романиди | |
| Спасибо вам, враги мои                             | Окороков Виталий                  | Филипп Киркоров | |
| Спасибо, любовь                                    | Фадеев Максим                     | Алла Пугачёва (2005) | Лауреат XXXIV телевизионного фестиваля «Песня-2005» в исполнении Аллы Пугачёвой |
| Спой мне песню                                     | Филиппов Евгений                  | Ольга Вардашева и Людмила Невзгляд (1977) | |
| Стань моей дорогой                                 | Паулс Раймонд                     | София Ротару (1979) | |
| Стань моей молитвой                                | Кульсариев Насер                  | Группа «А’Студио» | |
| Старая песня (Старый дом)                          | Пугачёва Алла                     | Алла Пугачёва (1980) | |
| Старинные часы                                     | Паулс Раймонд                     | Алла Пугачёва (1981); группа «ВИА Гра» (2006); Сурганова и оркестр (2008); Таисия Повалий (2010); группа «Братья Гримм» (2010); Рената Волкиевич (2016) | Лауреат XII Всесоюзного телевизионного фестиваля советской песни «Песня-82» в исполнении Аллы Пугачёвой |
| Старое танго                                       | Паулс Раймонд                     | Лайма Вайкуле | |
| Стойте так, мы всё уладим                          | Голд Гари                         | Михаил Шуфутинский (1995) | |
| Странник                                           | Пресняков Владимир мл.            | Владимир Пресняков мл.; Александр Иванов и группа «Рондо» (2012) | |
| Стюардесса по имени Жанна                          | Пресняков Владимир мл.            | Владимир Пресняков мл. | |
| Сударь                                             | Крутой Игорь                      | Ирина Аллегрова | Лауреат XXVI телевизионного фестиваля «Песня-97» в исполнении Ирины Аллегровой |
| Табачный дым                                       | Кузнецов Юрий                     | Владислав Медяник (1996) | |
| Тёплая осень                                       | Портнов Георгий                   | Алла Кожевникова (1976) Любовь Бажина | |
| Тёплая шаль (Тёмная шаль)                          | Бобул Иво                         | Владислав Медяник (1996); Алика Смехова (2002) | |
| Тише                                               | Пугачёва Алла                     | Алла Пугачёва (1980) | |
| Толстухи                                           | Кисиль Игорь                      | Жанна Волкова (1995) | |
| Только в кино                                      | Пугачёва Алла                     | Алла Пугачёва (1984) | Из кинофильма «Пришла и говорю» (1985) |
| Три счастливых дня                                 | Пугачёва Алла                     | Алла Пугачёва (1989); Ирина Крутова; Филипп Киркоров; Александр Панайотов (2006) Наталья Могилевская (2008) Алсу и Оскар Кучера (2008); Людмила Соколова (2010); | На эту же музыку, но на другие слова Резника написана песня «В городе моём» |
| Ты возьми меня с собой (Журавлик)                  | Ханок Эдуард                      | Алла Пугачёва (1978); группа «Восток» (1997); группа «Диамант» (2002) | |
| Ты для меня                                        | Фиртич Георгий                    | Ирина Понаровская (1980); Вера Артюх (1986) | |
| Ты мне песню подари                                | Кальварский Анатолий              | Лили Иванова (1980) | |
| Ты мне скажи, прошу скажи                          | Паулс Раймонд                     | Филипп Киркоров | Алла Пугачёва (1989); Филипп Киркоров |
| Ты помнишь то лето?                                | Филиппов Евгений                  | Сергей Захаров (1975) | |
| Ты приснись                                        | Дунаевский Максим                 | Татьяна Буланова | |
| Уважаемый автор                                    | Пугачёва Алла                     | Алла Пугачёва (1987); Филипп Киркоров (2004) | В исполнении Киркорова другой текст, сохранены только слова припева |
| Удивительный верблюд                               | Паулс Раймонд                     | Детский ансамбль «Кукушечка» | |
| Уйду, уеду                                         | Окороков Виталий                  | Екатерина Семёнова | |
| Умный в гору не пойдёт                             | Паулс Раймонд                     | Лайма Вайкуле | |
| Усталость                                          | Пугачёва Алла                     | Алла Пугачёва (1980) Алла Пугачёва и Булгар (2009) | Из кинофильма «Пришла и говорю» (1985) |
| Усталый огонь                                      | Дунаевский Максим                 | Николай Караченцов | |
| Утренняя песня                                     | Филиппов Евгений                  | Марина Гольцева и Александр Загорский | Лауреат XXIII телевизионного фестиваля «Песня-94» в исполнении Михаила Шуфутинского |
| Уходя — уходи                                      | Пугачёва Алла                     | Алла Пугачёва (1980); Филипп Киркоров (1992) | |
| Финский залив                                      | Сорокин Владимир                  | Николай Соловьёв | |
| Фотограф                                           | Пугачёва Алла                     | Алла Пугачёва (1988); Людмила Гурченко (1997) | |
| Хулиганка                                          | Голд Гари                         | Любовь Успенская (1993) | |
| Цыганский хор                                      | Шаинский Владимир                 | ВИА «Садо» (1980); Алла Пугачёва (1982); группа «Республика» (2005) | |
| Чарли                                              | Паулс Раймонд                     | Лайма Вайкуле (1986); Наталья Тамело (2010); Лайма Вайкуле и Акапелла Экспресс (2016) | |
| Чёрный лебедь                                      | Клевицкий Александр               | Александр Грин | |
| Что же вы, девушки                                 | Кладницкий Владислав              | ВИА «Лира» (1974) | Из телефильма «Наследники» (1974) |
| Чья вина                                           | Дунаевский Максим                 | Татьяна Буланова | |
| Шаг навстречу                                      | Ефремов Владислав                 | Уно Лооп; Анатолий Королёв | |
| Шаляй-валяй                                        | Паулс Раймонд                     | Лайма Вайкуле (1987) | |
| Шерлок Холмс                                       | Паулс Раймонд                     | Лайма Вайкуле | |
| Шире круг                                          | Паулс Раймонд                     | Ренат Ибрагимов (1980); ВИА «Ариэль» (1982) | |
| Эй, таксист!                                       | Дзлиери Илья                      | Жанна Волкова (1995) | |
| Эдит Пиаф (Памяти Эдит Пиаф; Воробышек Парижа)     | Тевдорадзе Отар                   | Тамара Гвердцители (1988) | За исполнение песни Тамара Гвердцители удостоена первой премии на Международном песенном конкурсе «Золотой Орфей '88» в Болгарии; Лауреат XVIII Всесоюзного телевизионного фестиваля советской песни «Песня-88» в исполнении Тамары Гвердцители                                                                     |
| Элегия                                             | Фельцман Оскар                    | Александр Градский | |
| Юрмала                                             | Фрадкин Марк                      | Андрейс Лихтенбергс (1977) | |
| Юродивый                                           | Морозов Александр                 | Борис Моисеев | |
| Я ждала Вас так долго                              | Паулс Раймонд                     | Алла Пугачёва (1991) | |
| Я же вижу                                          | Дунаевский Максим                 | Николай Караченцов | |
| Я за тебя молюсь                                   | Паулс Раймонд                     | Лайма Вайкуле (1990); Зара (2010) | Лауреат XX Всесоюзного телевизионного фестиваля советской песни «Песня-90» в исполнении Лаймы Вайкуле |
| Я забыл твоё лицо                                  | Паулс Раймонд                     | ВИА «Эолика» (1980) | |
| Я к тебе не вернусь                                | Петров Андрей                     | Эдита Пьеха (1974); Лина Гайле (1975); Людмила Сенчина (1975); Валентина Белова | |
| Я не спас тебя                                     | Челобанов Сергей                  | Сергей Челобанов (1991) | |
| Я один на свете                                    | Зацепин Александр                 | Алексей Глызин | |
| Я отстал от стаи                                   | Паулс Раймонд                     | Борис Моисеев | |
| Я придумываю песню                                 | Бюль-Бюль Оглы Полад              | Ольга Рождественская (1979) | Из телефильма «Я придумываю песню» (1979) |
| Я с тобой не прощаюсь                              | Паулс Раймонд                     | Валерий Леонтьев | |
| Я тебе весь мир подарю                             | Мартынов Евгений                  | Яак Йоала; Евгений Мартынов; Е. Василевский (1978); Вадим Байков; Николай Басков | |
| Я тебя боготворю                                   | Николаев Игорь                    | Алла Пугачёва (1998) | |
| Я тебя не знаю                                     | Паулс Раймонд                     | Маргарита Вилцане и Валерий Ободзинский | |
| Я тучи разведу руками                              | Крутой Игорь                      | Ирина Аллегрова (1996); Ирина Дубцова (2012) | Лауреат XXV телевизионного фестиваля «Песня-96» в исполнении Ирины Аллегровой |
| Я уехала                                           | Голд Гари                         | Любовь Успенская (1993) | |
| Яблони в цвету                                     | Мартынов Евгений                  | Евгений Мартынов (1975); София Ротару (1975); Сергей Захаров; Виктор Вуячич; Ренат Ибрагимов; ВИА «Современник»; Николай Басков | Песня, принёсшая поэту первый международный успех. Ему присуждён приз «Золотая лира» на конкурсе песни «Братиславская лира '75» в ЧССР, песню исполнил Евгений Мартынов; Лауреат V Всесоюзного телевизионного фестиваля советской песни «Песня-75» в исполнении Софии Ротару                                        |
| XX век                                             | Николаев Игорь                    | Алла Пугачёва (1984) | На эти стихи также написал песню Раймонд Паулс |